# A55 road

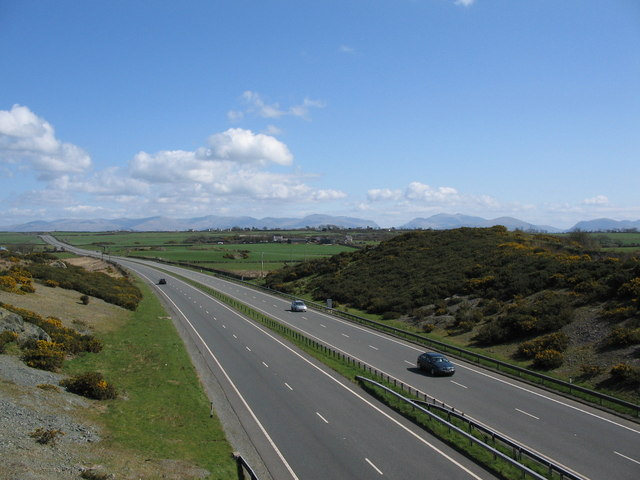
A55 auf der Insel Anglesey (Aufnahme 2006)

A55 road (englisch für ‚Straße A55‘), auch bekannt als North Wales Expressway (walisisch: Gwibffordd Gogledd Cymru) ist eine Fernverkehrsstraße in Großbritannien (England und Wales). Sie bildet einen Teil der Europastraße 22 und mittels der Fährverbindung Holyhead – Dublin einen Teil der günstigsten Verbindung von Großbritannien nach Dublin in Irland.
Die Straße verläuft von Chester in Cheshire nach Holyhead auf der Insel Anglesey. Sie beginnt östlich von Chester als Verlängerung des M53 motorway, bildet dann die Südumfahrung von Chester (Chester southerly bypass). Westlich von Chester überquert sie die Grenze zwischen England und Wales, verläuft dann in nordwestlicher Richtung durch Denbighshire und weiter durch Conwy, erreicht bei Abergele die Küste, der sie bis Colwyn Bay folgt, verläuft südlich von Llandudno abseits der Küstenlinie und erreicht die Küste wieder bei Conwy. Sie folgt ihr bis kurz vor Bangor, überquert die Menaistraße, die Anglesey von der britischen Hauptinsel trennt, auf der Britannia Bridge und verläuft im Binnenland der Insel Anglesey bis nach dem auf der Insel Holy Island gelegenen Holyhead, wo die Fähre nach Dublin anschließt.
Die Straße besitzt nahezu auf ihre gesamte Länge getrennte Fahrbahnen und die Anschlussstellen, deren Zählung in Holyhead mit der Nr. 1 beginnt und bei Chester mit der Nr. 40 endet, sind bis auf zwei Kreisverkehre nicht niveaugleich. Wichtige Orte an der Strecke sind Chester, Bangor und Holyhead.